# Straßenbahn Kagoshima

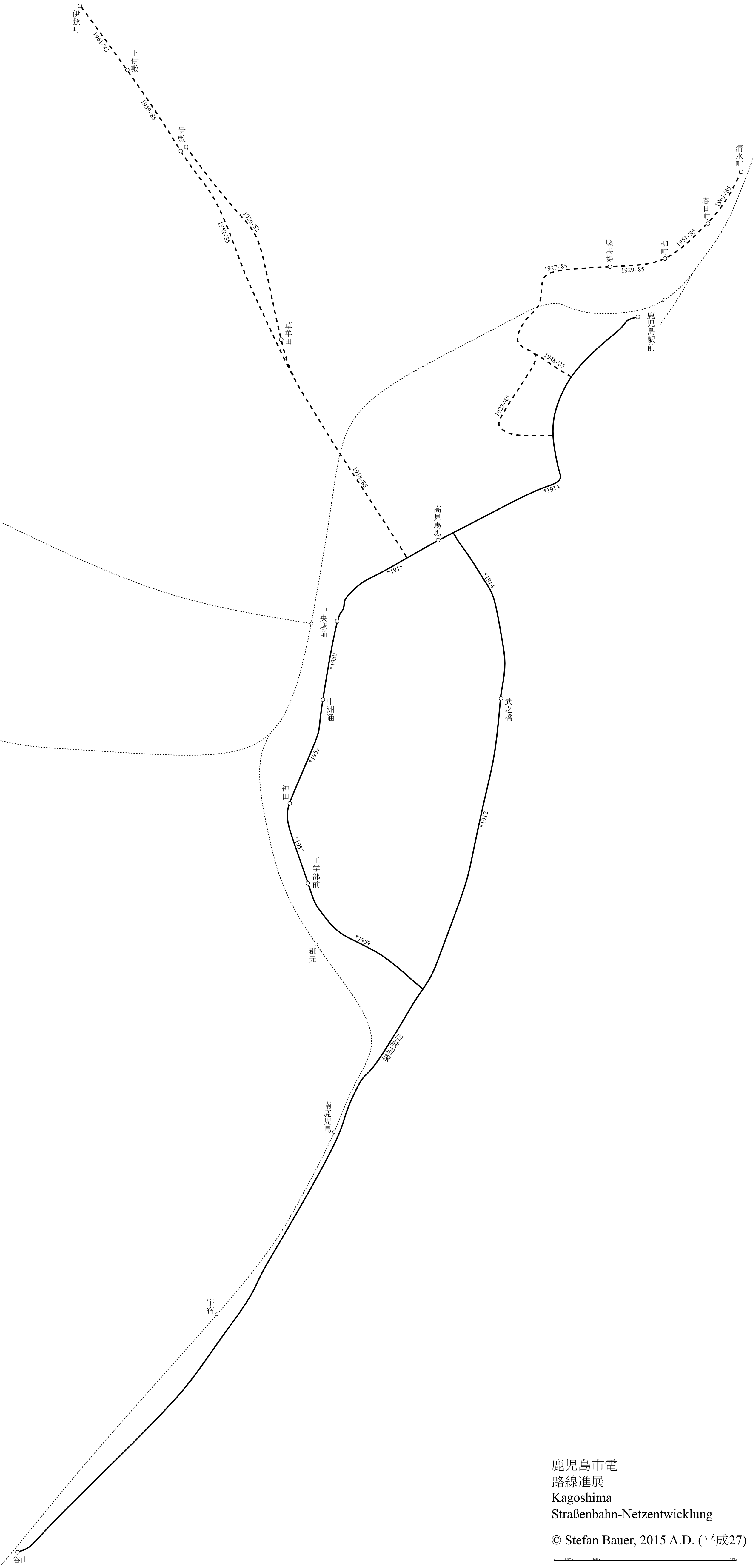
Netzentwicklung (durchgezogen = Bestand, unterbrochen = stillgelegt)

Die Straßenbahn Kagoshima (jap. 鹿児島市電, Kagoshima shiden) ist das Straßenbahnnetz in Kagoshima auf der Insel Kyūshū in Japan.
Es besteht aus zwei Linien, die über eine gemeinsame Stammstrecke vom Nordbahnhof (鹿児島駅 Kagoshima-eki) bis ins Zentrum verkehren, wo sie sich verzweigen. Linie 1 führt weiter nach Süden bis Taniyama (谷山), Linie 2 bogenförmig über den Hauptbahnhof (鹿児島中央駅 Kagoshima-chūō-eki) und parallel zur JR Ibusuki-Makurazaki-Linie (指宿枕崎線) zur Endstelle Kōrimoto (郡元), wo sie wieder auf Linie 1 trifft.
Eröffnet wurde die erste Strecke von der Innenstadt nach Taniyama 1912 als Kleinbahn (umkonzessioniert 1928) durch eine Privatgesellschaft. Daran schloss sich der sukzessive Ausbau in Richtung Norden und – erst in der Nachkriegszeit – Richtung Westen an. 1928 gelangte der Betrieb unter städtische Regie.
Nachdem das Netz im Jahr 1961 mit über 19 km seine größte Ausdehnung erreicht hatte, kam es 1985 zur Stilllegung zweier Nordäste, sodass das heutige Netz verblieb. Potentielle Erweiterungen kamen seitdem nicht über das Diskussionsstadium hinaus.
Durch umfangreiche Sanierungsmaßnahmen in den 1990er- und 2000er-Jahren verfügt das gesamte Netz außer dem südlichen Abschnitt der Linie 1 über attraktive Rasengleise und verzierte Oberleitungs- und Beleuchtungsmasten.
In Betrieb sind (Stand Juni 2024) 56 Fahrzeuge, darunter 39 hochflurige Einzelwagen. Seit 2001 wurden in drei Serien insgesamt 17 Niederflur-Gelenktriebwagen von Alna-Sharyō beschafft und „Youtram“ (ユートラム, Yūtoramu) genannt. Seitens Alna-Sharyō werden sie als Little Dancer vermarktet. Die 2001 bis 2005 gebauten Wagen 1011 bis 1019 sind dreiteilige Multigelenkwagen des Little-Dancer-Typs A3 (14 m lang, 2,45 m breit, 24 Sitze). Die 2007 und 2008 gebauten Wagen 7001 bis 7004 sind fünfteilige Multigelenkwagen des Little-Dancer-Typs A5 (18 m lang, 2,45 m breit, 24 Sitze). 2017 und 2019 kamen mit den Wagen 7501 bis 7504 zweiteilige Kurzgelenkwagen des Little-Dancer-Typs X hinzu (14,40 m lang, 2,44 m breit, 26 Sitze). Außerdem stehen ein historisierender Sonderwagen (Baujahr 2012), ein Paradewagen und ein Rasenpflegefahrzeug zur Verfügung.

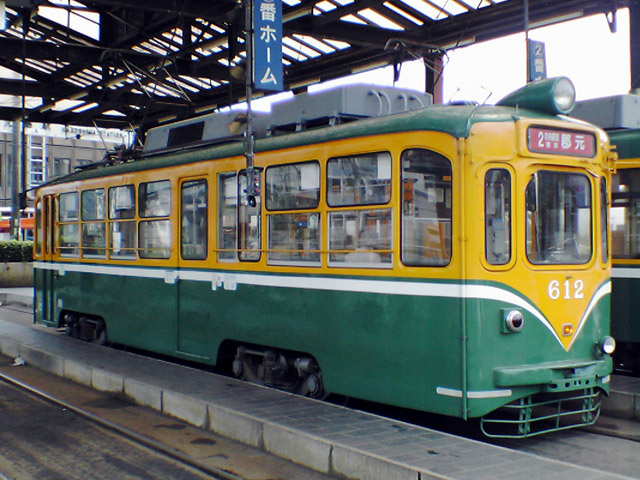
Baureihe 600
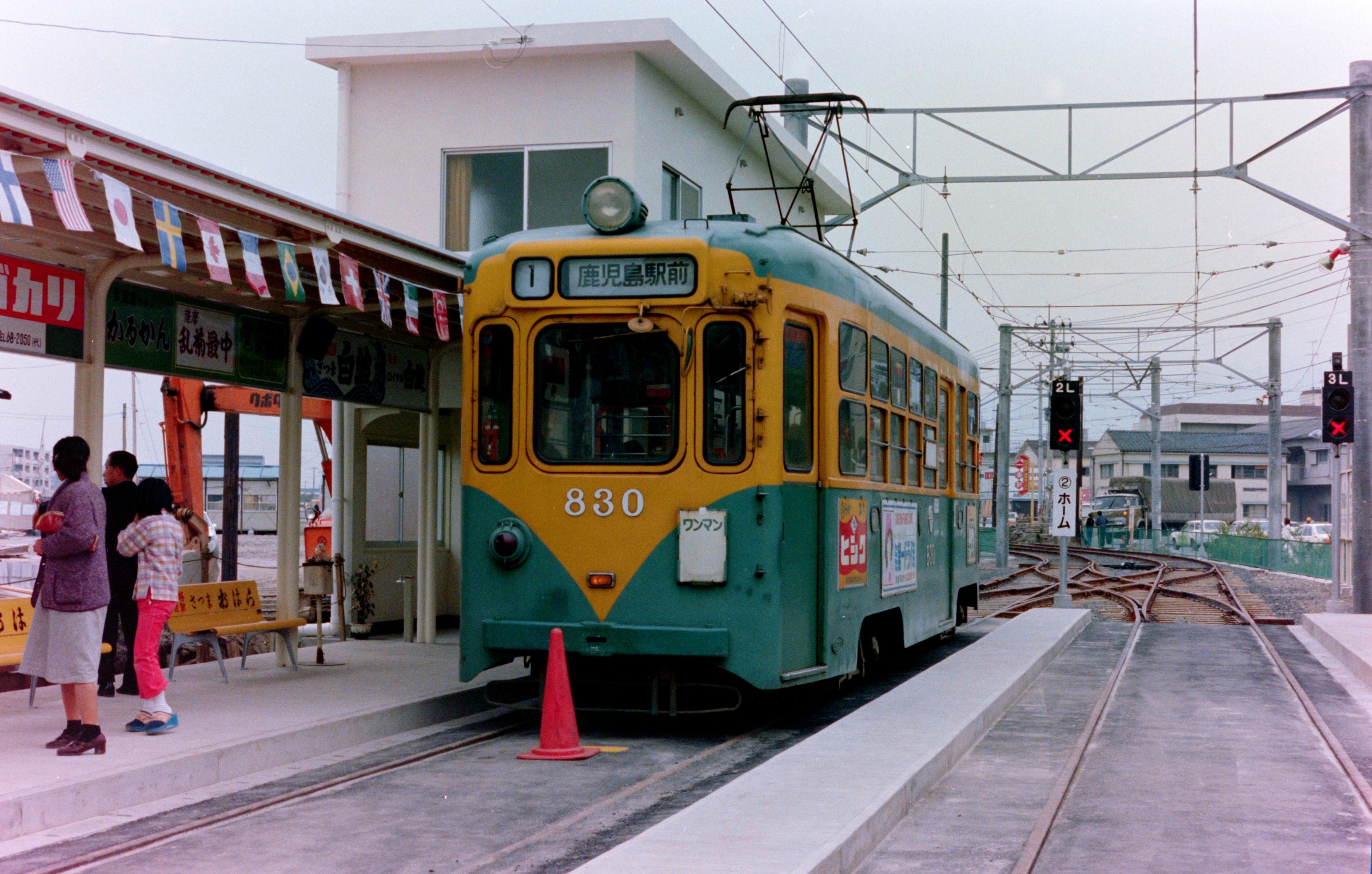
Baureihe 800
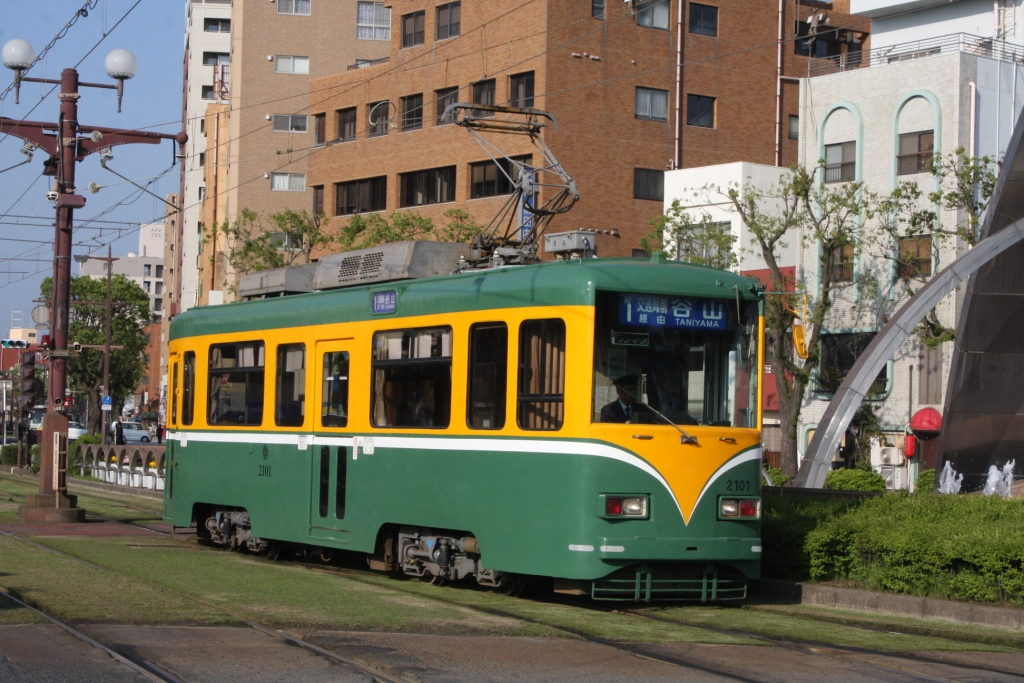
Baureihe 2100
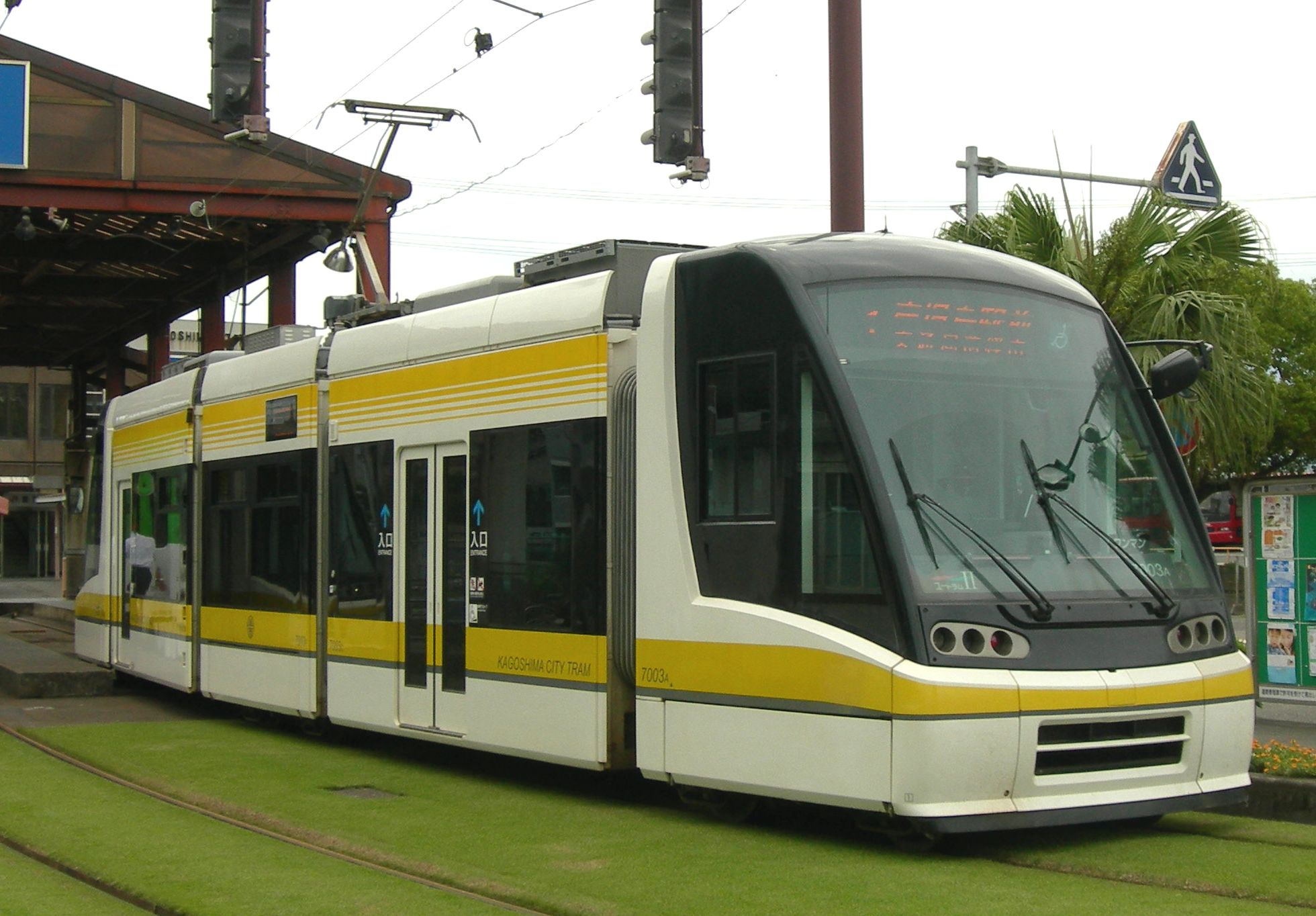
Baureihe 7000 am Nordbahnhof
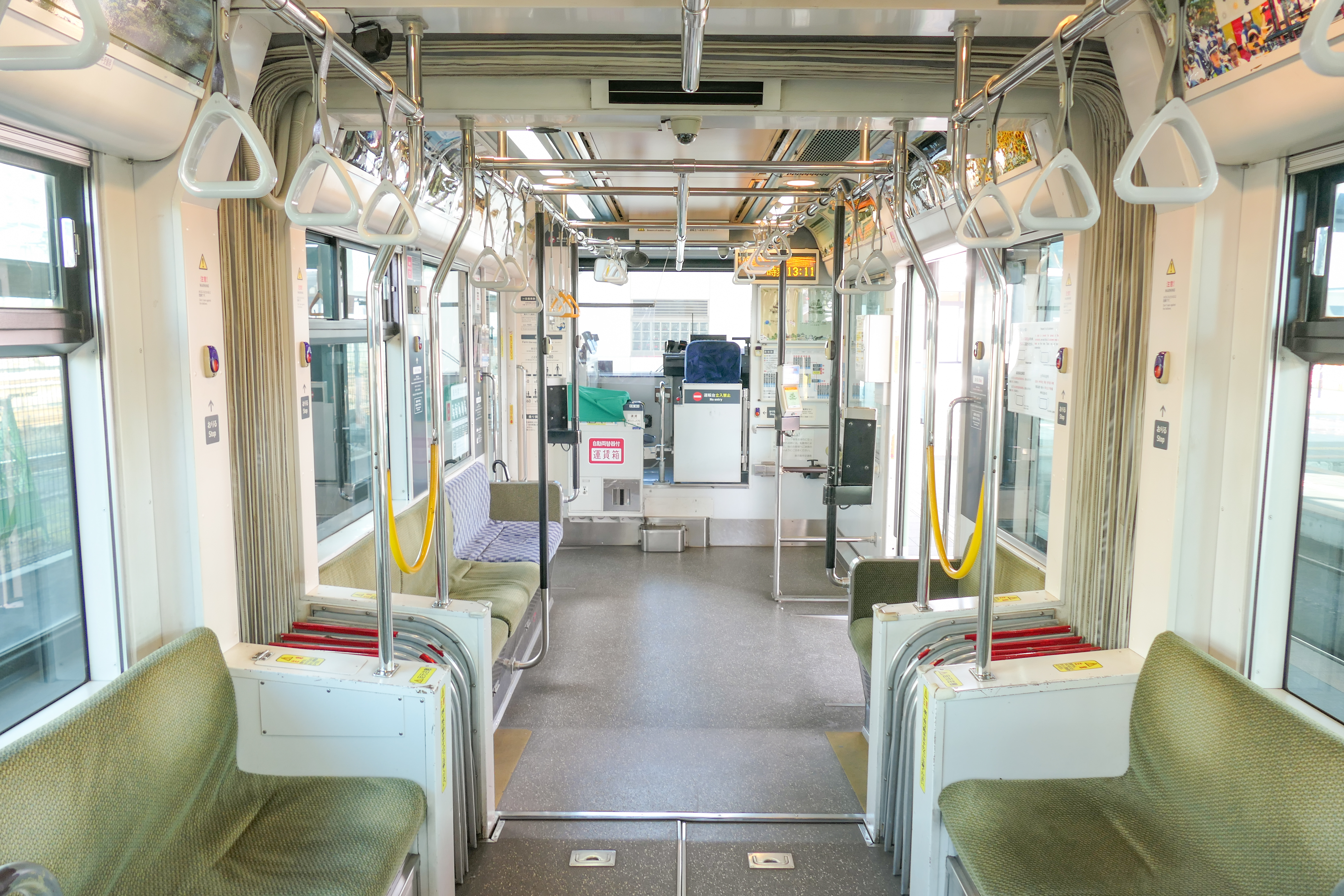
Fahrgastraum der Baureihe 7000
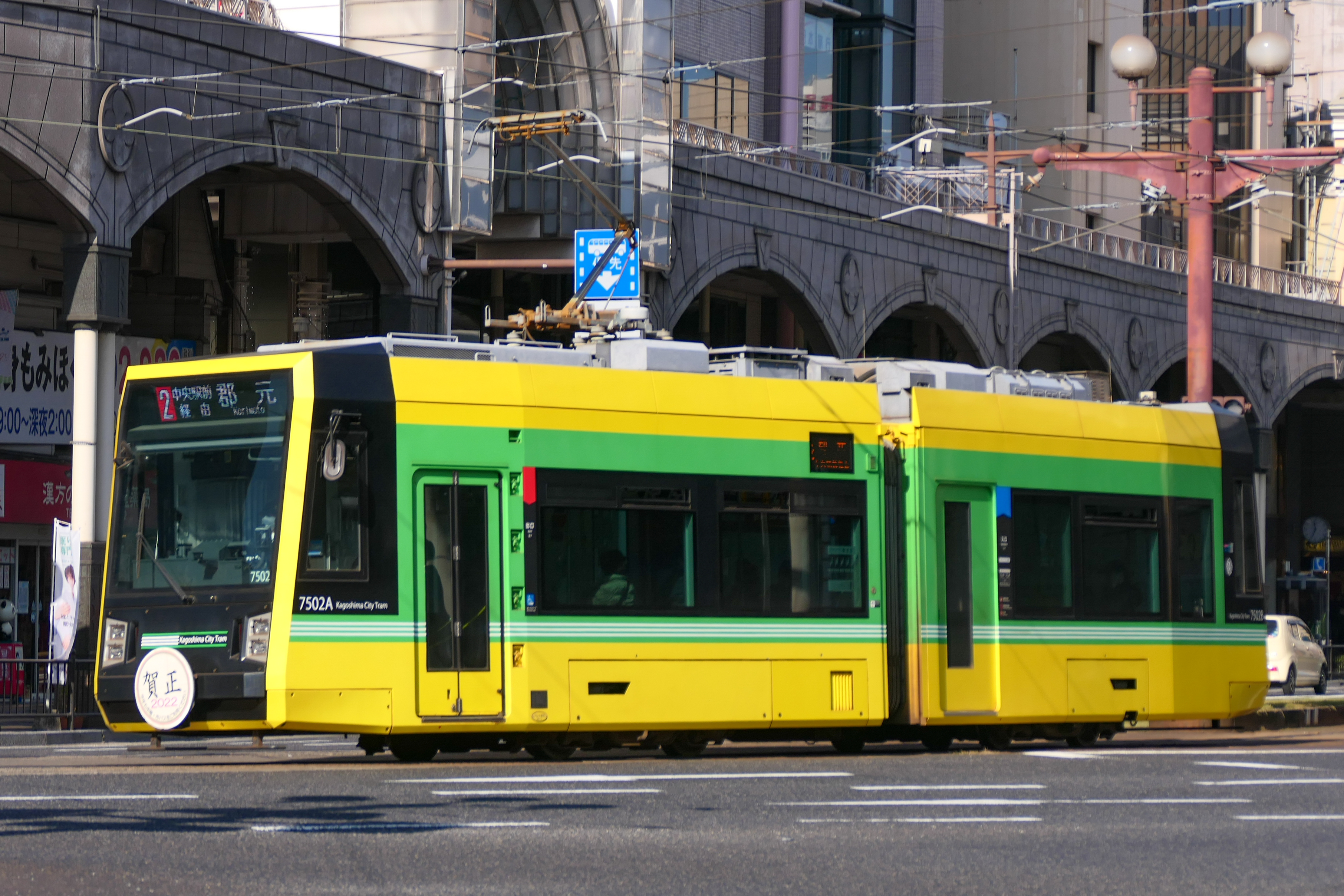
Baureihe 7500